# Selección de rugby league de Indias Occidentales
La selección de rugby league de Indias Occidentales (apodado "The Wahoos") representó a la región del Caribe y las Indias Occidentales en el deporte de la liga de rugby . Regido por la Federación de la Liga de Rugby de las Indias Occidentales, el equipo jugó su único partido internacional contra Sudáfrica en 2004.

## Países y territorios representados
| - Antigua y Barbuda - Antillas Neerlandesas - Aruba - Bahamas - Barbados - Bermudas - Cuba - Dominica - Granada - Guadalupe | - Haití - Islas Vírgenes Británicas - Islas Vírgenes de los Estados Unidos - Jamaica - Mónaco - Puerto Rico - República Dominicana - San Vicente y las Granadinas - Santa Lucía - Trinidad y Tobago |

## Jugadores elegibles
Además de los jugadores elegibles para Jamaica, los siguientes jugadores profesionales son elegibles para un equipo combinado de las Indias Occidentales:
- Guy Armitage ( Trinidad y Tobago)
- Ryan Atkins ( Granada)
- Leroy Cudjoe ( Granada)
- Andy Gabriel ( República Dominicana)
- Jermaine McGillvary ( Granada)[1]
- Ronan Michael ( Antigua y Barbuda)

## Historia
La Federación de la Liga de Rugby de las Indias Occidentales se formó en 2003. El equipo de las Indias Occidentales ha participado en las competiciones de Middlesex Nines (2004) y York Nines (2004, 2005).
El primer partido de rugby de trece por lado jugado en las Indias Occidentales fue en Kingston, Jamaica el 13 de julio de 2005. Una competencia entre Vauxhall Vultures, Sharks, St Catherines, Army y Nomads está programada para comenzar en Kingston en agosto de 2005.
El equipo nacional de las Indias Occidentales planeaba participar en la clasificación para la Copa Mundial de Rugby League 2008 en los Estados Unidos en 2006, pero se retiró por falta de fondos.

## Jugadores

### Equipo actual
El único encuentro internacional de las Indias Occidentales se jugó contra Sudáfrica, entonces conocida como Wild Dogs, el 9 de octubre de 2004 en el New River Stadium de Londres, Inglaterra, ganando 50-22. El jamaicano Jermaine Coleman fue inicialmente designado para jugar, pero fue reemplazado por Davey.
| Nat.                         | Nombre             | Posición          | Club                 | T | G    | Dif. | Pts. |
| ---------------------------- | ------------------ | ----------------- | -------------------- | - | ---- | ---- | ---- |
|                              | Justin Hunter      | Lateral           | Bradford Bulls       | 0 | 0    | 0    | 0    |
| Bandera de Jamaica           | Joe Brown          | Alero             | London Broncos       | 0 | 0    | 0    | 0    |
|                              | Danny Herbert      | Centro            | Hunslet Hawks        | 2 | 0    | 0    | 8    |
|                              | Danny Mills        | Centro            | Sheffield Eagles     | 1 | 0    | 0    | 4    |
|                              | Corey Simms        | Alero             | South London Storm   | 0 | 0    | 0    | 0    |
|                              | Liam Jarvis        | Stand-off         | Bradford Dudley Hill | 0 | 7/10 | 0    | 14   |
|                              | Tony Williams      | Medio Scrum       | Huddersfield Giants  | 1 | 0    | 0    | 4    |
| Bandera de Trinidad y Tobago | Selwyn St. Bernard | Pilar             | Basingstoke          | 0 | 0    | 0    | 0    |
| Bandera de Jamaica           | Jamaine Wray       | Delantero         | Hunslet Hawks        | 0 | 0    | 0    | 0    |
| Bandera de Jamaica           | Alex Rowe          | Pilar             | Castleford Tigers    | 2 | 0    | 0    | 8    |
| Bandera de Barbados          | Dominic Peters     | Segundo delantero | Sin equipo           | 1 | 0    | 0    | 4    |
| Bandera de Jamaica           | Irvin Greenwood    | Segundo delantero | London Broncos       | 1 | 0    | 0    | 4    |
|                              | Ricky Davey        | 3er. pilar        | South London Storm   | 0 | 0    | 0    | 0    |
|                              | Steve Elms         | Intercambio       | London Broncos       | 0 | 0    | 0    | 0    |
|                              | Jamie Vernon       | Intercambio       | London Broncos       | 1 | 0    | 0    | 4    |
| Bandera de Trinidad y Tobago | Hayden James       | Intercambio       | New York Knights     | 0 | 0    | 0    | 0    |
| Bandera de Trinidad y Tobago | Nigel Arismendez   | Intercambio       | Newcastle Thunder    | 0 | 0    | 0    | 0    |